# Psilske, Velîka Bahacika
Psilske (în ucraineană Псільське) este un sat în comuna Ustîvîțea din raionul Velîka Bahacika, regiunea Poltava, Ucraina.

## Demografie
Componența lingvistică a localității Psilske
     Ucraineană (95,92%)
     Rusă (4,08%)
Conform recensământului din 2001, majoritatea populației localității Psilske era vorbitoare de ucraineană (95,92%), existând în minoritate și vorbitori de rusă (4,08%).